# Incêndio na chaminé

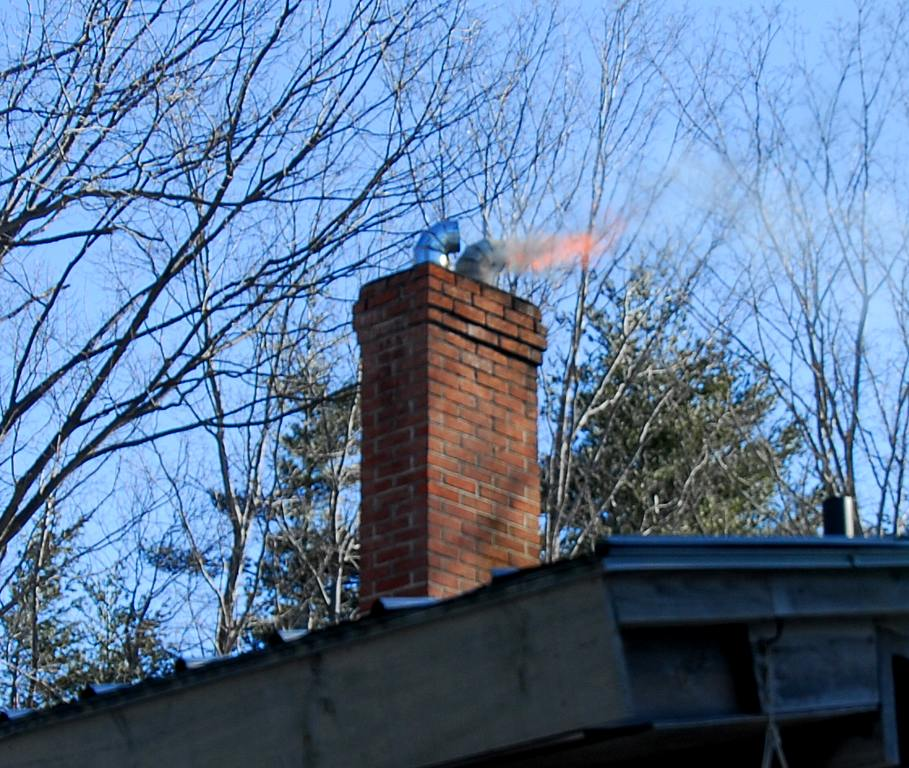
Uma chaminé pegando fogo.

Um incêndio de chaminé é a combustão (queima) de depósitos residuais, denominados fuligem ou creosoto, nas superfícies internas de chaminés.
O processo começa com a combustão incompleta do combustível no equipamento conectado, geralmente um fogão a lenha, lareira, ou churrasqueira. Os voláteis não queimados são aquecidos até o estado de vapor, mas não são consumidos devido à falta de calor e oxigênio adequados no equipamento. Esses destilados voláteis escapam para a chaminé, onde entram em contato com superfícies mais frias e se condensam em depósitos semelhantes ao alcatrão e à fuligem, criando uma crosta. Camadas sucessivas se acumulam até que: 1) a chaminé se entupa completamente e não funcione mais; 2) ou então a chaminé alcance uma temperatura e nível de oxigênio em que o depósito se inflame. Nessa segunda hipótese, devido ao nível concentrado de material volátil agora presente, esses incêndios tendem a alcançar altas temperaturas. 